# Орденская книжка

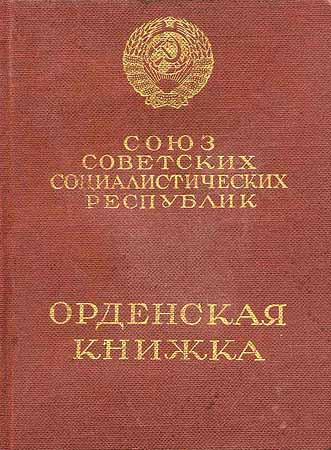
Орденская книжка образца 1943 г.

Орденская книжка — в СССР документ, в который заносились названия орденов (вместе с серийными номерами), которыми награждался гражданин, формирование, предприятие, организация и населённый пункт (субъект) государства.
Орденская книжка имеет серийный номер и выполнена на специальной бумаге, снабженными водяными знаками.
Первоначально, 10 декабря 1930 года, были утверждены орденские книжки трёх видов — для одного, двух, трёх и более орденов (в дальнейшем появились образцы и для десяти наград).
До появления орденских книжек награждённому вручалась особая грамота. В 1939 году грамоты, вручаемые вместе с наградами, были заменены орденскими книжками и удостоверениями к медалям, в которых подтверждались права на ношение и льготы.
Помимо ФИО в орденской книжке имеется место для фотокарточки (в поздних версиях оно отсутствует), в ряде случаев она может отсутствовать, но при этом должен был быть проставлен штамп «Действительно без фотокарточки».
В Российской Федерации лицам, награждённым государственными наградами, выдаётся удостоверение единого образца по форме, утверждённой Президентом России.
Героям Российской Федерации выдаётся соответствующая книжка.

## Временное удостоверение

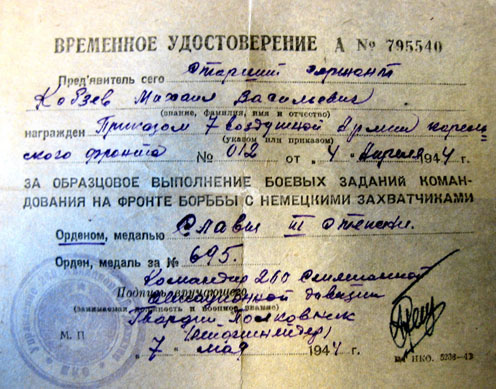
Временное удостоверение к награде Орден Славы III степени воздушного стрелка Ил-2 Кобзева Михаила Васильевича

В ситуациях, когда орденская книжка не могла быть оформлена к моменту награждения (в первую очередь это касается передовой и ведущих активные боевые действия воинских частей) — выдавалось временное удостоверение, которое представляло собой бумажный бланк размером 120 на 140 мм (хотя встречались и исключения). На бланк с печатью вносилось полное имя награждённого, воинское звание, дата и номер приказа о награждении, а также название и номер награды.
Чаще всего встречаются временные удостоверения, в которых типографским способом указана причина награждения: «За образцовое выполнение боевых заданий командования на фронте борьбы с немецкими захватчиками».

## Обмен временных удостоверений
Обмен на постоянные документы происходил, как правило, уже по завершении войны. Происходило это в два этапа: поскольку на оформление орденской книжки требовалось некоторое время, первоначально выдавалась квитанция определённого образца, а потом уже она обменивалась на готовые документы.